# Cathedral Basilica of the Most Holy Trinity

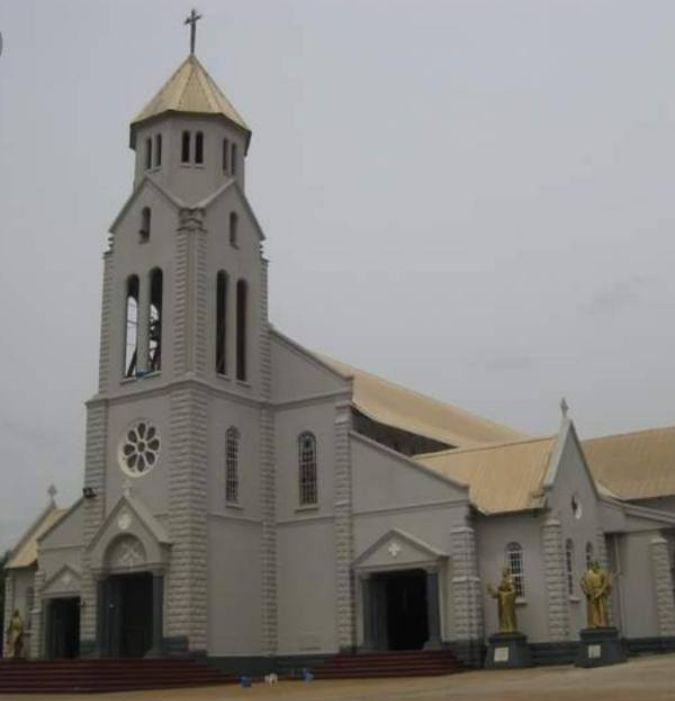
Cathedral Basilica of the Most Holy Trinity, Onitsha

Die Cathedral Basilica of the Most Holy Trinity (dt.: Kathedralbasilika der Allerheiligsten Dreifaltigkeit) in der nigerianischen Millionenstadt Onitsha ist eine römisch-katholische Kathedrale und Basilica minor, die der Dreifaltigkeit gewidmet ist. Die Kathedralbasilika ist Sitz des Erzbistums Onitsha.

## Lage
Die Basilika befindet sich im südlichen Teil der am Niger gelegenen Stadt Onitsha und ist die älteste katholische Kathedrale östlich des Niger. Sie liegt auf einem erhöhten Grundstück auf dem 20 Hektar großen Gelände, das den ersten katholischen Missionaren im Land am 6. Januar 1886 durch die britische Kolonialverwaltung geschenkt wurde.

## Geschichte
Im Jahr 1920 initiierte der aus Irland stammende Bischof Joseph Shanahan den Bau der heutigen Basilika. Bis 1930 wurde noch als zentrale Kirche des damaligen Vikariats das 1914 errichtete Gebäude verwendet, in dem heute die Holy Trinity Primary School untergebracht ist. 1935 konnte Shanahans Nachfolger Erzbischof Heerey den Kirchenbau abschließen. Die Kathedrale des 1950 errichteten Erzbistums Onitsha wurde am 5. Dezember 1960 geweiht.
Die Kathedrale wurde wie viele andere Gebäude in Onitsha während des nigerianischen Bürgerkriegs Ende der 1960er Jahre schwer beschädigt. Beim Wiederaufbau wurde der Innenraum gemäß der Liturgiereform des Zweiten Vatikanums umgestaltet. Der neu eingesetzte Erzbischof Obiefuna begann 1994 die Kathedrale zu erweitern, um die steigende Anzahl von Gläubigen aufnehmen zu können. Der Abschluss des Umbaus wurde mit dem hundertjährigen Jubiläum der Ankunft von Bischof Shanahan in Onitsha gefeiert. So wurde am 5. Dezember 2002 die Arbeit zur Erweiterung der Kathedrale mit einer neuen Weihe abgeschlossen.
Die Kathedrale wurde am 28. Mai 2007 unter Erzbischof Valerian Maduka Okeke durch Papst Benedikt XVI. als bislang einzige Kirche in Nigeria zu einer Basilica minor erhoben.

## Beisetzungen
Der 1943 verstorbene Bischof Shanahan wurde im Jahre 1955 von Nairobi in die Kathedrale umgebettet. Weiter wurden hier die Erzbischöfe Heerey im Jahre 1967, Ezeanya 1996 und Obiefuna 2011 beigesetzt. Der wichtigste Schatz in der Kathedrale sind die Reliquien des seligen Cyprian Tansi, dessen Seligsprechung durch Papst Johannes Paul II. im Jahr 1998 erfolgte.